# 梁正群
梁正群（1978年8月2日—），台灣男演員、男歌手、廣播主持人、DJ，溫哥華藝術學院傳播媒體科技系學士，主修錄音工程。2003年起陸續製作多部電視劇、電影、廣告和短片的配樂，也參與多部戲劇演出，主持中廣音樂網節目《i-輕鬆》、中廣流行網主持「風格玩家」節目，曾在崑山科技大學視訊傳播設計系暨媒體藝術研究所兼任講師，教授錄音工程。父親為導演梁修身，大哥梁赫群是電視節目主持人。

## 音樂作品

### 電影配樂
| 年份 | 導演   | 名稱           |
| 2004 | 林文智 | 怎麼浪漫都可以 |
| 2006 | 李芸嬋 | 人魚朵朵       |
| 2006 | 潘志遠 | 指間的重量     |
| 2007 | 鄭芬芬 | 沉睡的青春     |
| 2007 | 李芸嬋 | 基因決定我愛你 |

### 電視配樂
| 年份 | 導演   | 名稱             |
| 2003 | 鄭芬芬 | 我把阿公搞丟了   |
| 2004 | 鄭芬芬 | 手機有鬼         |
| 2005 | 梁修身 | 仙人掌男人       |
| 2005 | 李芸嬋 | 極限燙衣板       |
| 2006 | 鄭芬芬 | 拍賣世界的角落   |
| 2006 | 梁修身 | 移民天堂         |
| 2007 | 梁修身 | 別再叫我外籍新娘 |
| 2008 | 鈕承澤 | 那個夏天的小出走 |

### 短片配樂
| 年份 | 導演   | 名稱       |
| 2004 | 李芸嬋 | 神奇洗衣機 |

### 後製混音
| 年份 | 導演   | 名稱       |
| 2009 | 林子平 | 應屆退休生 |

### 廣告配樂
| 年份 | 名稱                         |
| 2004 | 內政部勞保新制宣導五則       |
| 2004 | MOMO親子台開台廣告           |
| 2005 | 高雄捷運形象廣告             |
| 2006 | 高雄市政府形象廣告(溼地篇)   |
| 2006 | 高雄市政府形象廣告(葉菊蘭篇) |
| 2006 | 新聞局"好書交換日"           |
| 2006 | 台灣國際紀錄片雙年展         |

### 專輯
| 發行日期  | 專輯名稱   | 專輯型態  | 語言           | 曲目 |
| 2007年5月 | 獅子，坐！ | 第1張專輯 | 國語/英語/演奏 | 1. Oh,Behave！ 2. Beautiful Mistake(電視劇《拍賣世界的角落》插曲) 3. 眼睛(電視劇《米可，Go!》片尾曲) 4. 各取所需 5. 烙印 6. Child = Play 7. 我沒有美國時間 8. 無敵的甜蜜 9. 自以為是的幸福(電影《怎麼浪漫都可以》主題曲) 10. 我在太空遙望著你的日子 11. Lonsdale Quay |

### 單曲
| 發表日期 | 歌曲名稱 | 演唱   | 填詞           | 譜曲   | 語言 | 備註                             |
| 2006     | 小羊     | 徐若瑄 | 徐若瑄、李芸嬋 | 梁正群 | 國語 | 電影《人魚朵朵》插曲             |
| 2006     | 繼續呼吸 | 徐若瑄 | 徐若瑄、李芸嬋 | 梁正群 | 國語 | 電影《人魚朵朵》插曲             |
| 2007     | 顏色     | 梁正群 | 梁正群         | 梁正群 | 國語 | 電視劇《別再叫我外籍新娘》片尾曲 |

## 電視劇
| 年份 | 頻道          | 劇名                               | 飾演          | 導演                   |
| 1988 | 中視          | 《花系列- 孤挺花》                 | 自閉兒        | 胡秀蘭                 |
| 2001 | 中視          | 《旅人的故事》                     |               | 梁修身                 |
| 2009 | 三立都會台    | 《比賽開始》                       | 小麥          | 梁修身                 |
| 2009 | 客家電視台    | 《十里桂花香》                     | 楊紀華        | 梁修身                 |
| 2009 | 中視          | 《閃亮的日子》                     | 江鎮宇        | 周曉鵬                 |
| 2011 | 超級電視台    | 《33故事館- 落跑冤家》             | 李瑋          | 洪智育                 |
| 2011 | 中天娛樂台    | 《戀戀阿里山》                     | 趙啟明        | 梁修身                 |
| 2011 | 壹電視        | 《拜金女王》                       | Benson        | 陳慧翎                 |
| 2011 | 公視          | 《愛在桐花紛飛時》                 | 郝大風        | 張家政                 |
| 2012 | 台視          | 《東門四少》                       | 朱少家        | 朱建青                 |
| 2012 | 三立都會台    | 《愛情女僕》                       | 向磊          | 中中                   |
| 2012 | 大愛電視台    | 長情劇展- 人醫群俠傳《白袍的約定》 | 葉添浩        | 周曉鵬                 |
| 2013 | 中視          | 《媽，親一下》                     | 柯景山        | 鄭芬芬                 |
| 2014 | 民視          | 《你照亮我星球》                   | 吳導          | 瞿友寧                 |
| 2014 | 台視          | 《再說一次我願意》                 | 梁雷浩        | 楊佈新                 |
| 2015 | 樂視網        | 《PMAM之慾望俱樂部》               | 蔣至中        | 陳彥銘                 |
| 2015 | 三立都會台    | 《莫非，這就是愛情》               | 郭嘉誠        | 葉天倫                 |
| 2015 | 台視          | 《哇！陳怡君》                     | 樓日新        | 瞿友寧、周美玲         |
| 2015 | 中視          | 《失去你的那一天》                 | 張家祥        | 周美玲                 |
| 2015 | 中視          | 《必娶女人》                       | 林書鴻        | 中中                   |
| 2016 | 中視          | 《原來1家人》                      | 鄭京          | 鄭德華、單承矩         |
| 2016 | 中視          | 《多桑の純萃年代》                 | 趙子盛        | 王麗文、郭春暉         |
| 2017 | 三立台灣台    | 《一家人》                         | 梁浩軒        | 馮凱                   |
| 2017 | CHOCO TV      | 《東區小巷的大廟》                 | 楊炯明        | 張欽                   |
| 2017 | 公視          | 《麻醉風暴2》                      | 阿和          | 蕭力修、洪伯豪         |
| 2017 | 大愛電視台    | 《若是來恆春》                     | 盧恆祥        | 張晉榮                 |
| 2018 | MyVideo       | 《非私不可咖啡館》                 | 馬克          | 烏奴奴                 |
| 2019 | 三立都會台    | 《必勝大丈夫》                     | 關大旭        | 連春利                 |
| 2019 | 三立都會台    | 《一千個晚安》                     | 潘正宏        | 林清振、洪伯豪、郝心翔 |
| 2019 | 民視          | 《鏡子森林》                       | 柳肇維        | 鄭文堂                 |
| 2020 | 公視、NHK     | 《路～台灣Express～》              | Leicester・王 | 松浦善之助             |
| 2020 | 民視、Line TV | 《黑喵知情》                       | 楊陳傑        | 陳保中、包祥麟         |
| 2020 | 東森戲劇台    | 《姊妹們追吧》                     | 何至彬        | 張佳賢、李孔尉         |
| 2020 | HBO Asia      | 《戒指流浪記》                     | 丁建雄        | 北村豐晴               |
| 2022 | MyVideo       | 《姊妹們，上》                     | 藍崇嘉        | 林志儒                 |
| 2022 | 東森戲劇台    | 《額外旅程》                       | 醫師          | 朱峰                   |
| 2023 | 客家電視台    | 《暗夜微光》                       | 徐先勝        | 秦鼎昌                 |
| 2024 | 大愛電視台    | 《打怪任務》                       | 蘇文麟        | 洪伯豪                 |
| 2024 | 優酷          | 《關於未知的我們》                 | 熊大方        | 姜瑞智                 |
| 2024 | Netflix       | 《影后》                           | 梁導          | 嚴藝文                 |
| 2025 | Netflix       | 《童話故事下集》                   | 雲端情人      | 李念修                 |
| 2025 | MyVideo       | 《喝酒吧！笨蛋》                   | 花枝          | 樓一安                 |

## 電影
| 年份 | 片名               | 飾演     | 導演           |
| 2006 | 《人魚朵朵》       | 駱駝     | 李芸嬋         |
| 2012 | 《BBS鄉民的正義》  | 林醫師   | 林世勇         |
| 2014 | 《想飛》           | 陳天華   | 李崗、蕭力修   |
| 2015 | 《百味人生》       | 王正洪   | 黃玉珊         |
| 2016 | 《大顯神威》       | 梁大明   | 辛季澧         |
| 2017 | 《請愛我的女朋友》 | 許治     | 郭春暉、林清振 |
| 2018 | 《誰先愛上他的》   | 舞台監督 | 徐譽庭         |
| 2021 | 《複身犯》         | 梁國勁   | 蕭力修         |

### 電視電影 / 網路電影
| 年份 | 首播頻道 | 片名                   | 飾演   | 導演   |
| 2009 | 八大電視 | 《青春歌仔》           | 張有強 | 澎恰恰 |
| 2011 | 公視     | 人生劇展《溫暖的憂傷》 | 林宗佑 | 郭春暉 |
| 2013 | 緯來電影 | 《親愛的 我想告訴你》  | 林澄泓 | 許珮珊 |
| 2014 | 公視     | 《摩鐵路之城》         | 風國宜 | 尤鴻翼 |
| 2015 | 公視     | 人生劇展《愛情的盡頭》 | 鄭維彥 | 許立達 |
| 2018 | 愛奇藝   | 《艋舺之江湖再現》     | 梁闊   | 吳震亞 |
| 2024 | 公視主頻 | 《芙蓉》               |        | 稅成鐸 |

### 微電影 / 短片
| 年份 | 片名                             | 飾演     | 導演              |
| 2010 | 《妝自己》                       | 博鈞     | 黃如韻            |
| 2013 | 醫療器材《愛未滿》               | 張棟樑   | 林子平            |
| 2013 | 社會保險司《小康的假期》         | 小康     | 林俊傑            |
| 2017 | 《職業系列- 各種導演》           | 馬克     | youtuber 伴我一生 |
| 2017 | 《音樂伴唱帶系列- 香港懷舊電影》 | 電影角色 | youtuber 伴我一生 |
| 2018 | 阿茲海默症《最後的記憶》         | 葉子齊   | 羅越              |
| 2018 | 跨年《愛，你想說什麼》           |          | 范揚仲            |
| 2023 | 《老師：那個比我還相信自己的人》 | 陳明哲   |                   |

## MV演出
| 年份 | 歌曲       | 演唱者        | 收錄專輯              |
| 2011 | 我是鬼     | 自由發揮      | 《電影原聲帶》        |
| 2012 | 缺口       | 林凡          | 《愛情_很突然》       |
| 2018 | 爺爺好好睡 | 無限融合樂團  | 《8》                 |
| 2018 | 那些沒說的 | 隱分子        | 《ㄅ》                |
| 2018 | 沉睡的巨人 | 炎亞綸        | 《親愛的怪物》        |
| 2020 | Yes I Do   | Supper Moment | 《Everything Is You》 |
| 2024 | 那時有你   | 艾怡良        | 《我的問題該問誰》    |

## 舞台劇
| 年份 | 戲名                           | 導演           | 飾演       |
| 2011 | 《人間條件》                   | 吳念真         | 小斡       |
| 2012 | 《第一次親密接觸》             | 李宗熹         | 痞子蔡     |
| 2013 | 《單身溫度》                   | 柯一正         | 華弟       |
| 2013 | 《米克》                       | 李宗熹         |            |
| 2014 | 《八月，在我家》               | 吳念真、吳定謙 | 浩然       |
| 2015 | 《押解-菜鳥警察老扒手》        | 李明澤         | 正義大學生 |
| 2017 | 《想像的孩子》新生版           | 王靖惇         | 王適存     |
| 2017 | 《未完待續》                   | 梅若穎         | 優馬       |
| 2020 | 《昨夜星辰》                   | 樊光耀         |            |
| 2020 | 《不讀書俱樂部EP3:星星的碎片》 | 陳大任         | 言午吉     |
| 2022 | 《沒有人想交作業》             | 韋以丞         |            |
| 2023 | 《落英》                       | 符宏征         |            |
| 2024 | 《張愛玲的最後一夜》           | 楊世彭         |            |
| 2024 | 《男言之隱》                   | 黃致凱         |            |
| 2025 | 《八月，在我家》               | 吳定謙         |            |

## 主持作品

### 廣播節目
| 年份      | 頻道       | 節目     | 播出時間                               |
| 2006-2007 | 中廣音樂網 | i─晚睡   |                                        |
| 2008-2016 | 中廣音樂網 | i─輕鬆   | 每周六、日AM11:00─PM02:00              |
| 2016-2020 | 中廣流行網 | 風格玩家 | 每周日PM15:00─PM16:00、PM18:00─PM19:00 |

### 電視節目
| 年份 | 頻道 | 節目       | 播出時間     |
| 2015 | TVBS | 台灣文創遊 | 每周六pm6:00 |

### 頒獎典禮
| 年份 | 頻道       | 節目                                     | 備註     |
| 2024 |            | 第26屆台北電影節 國際新導演競賽 頒獎典禮 |          |
| 2024 | 三立都會台 | 第59屆廣播金鐘獎頒獎典禮                 | 搭檔屠潔 |

## 廣告
| 年份 | 廣告                                                                            |
| 2010 | PayEasy購物網-有一種結束，叫開始                                                |
| 2011 | 禮坊訂婚禮盒-愛情旅行箱(機長廣播篇)                                             |
| 2011 | 【Canon首印場】張鈞甯愛情故事 第一話 愛。計較(Canon Pixma 多功能相片複合機)     |
| 2011 | 【Canon首印場】張鈞甯愛情故事 第二話 愛地球的男人(Canon Pixma 多功能相片複合機) |
| 2011 | 【Canon首印場】張鈞甯愛情故事 最終話 愛。表白(Canon Pixma 多功能相片複合機)     |
| 2015 | 嘉裕西服                                                                        |

## 出版作品

### 書籍
| 年份 | 書名                   | 出版社   | ISBN               |
| 2020 | 修身與我，有時還有小牛 | 時報出版 | ISBN 9789571382876 |

## 獎項紀錄
| 年份   | 頒獎典禮     | 獎項             | 作品         | 角色   | 結果 |
| ------ | ------------ | ---------------- | ------------ | ------ | ---- |
| 2021年 | 第56屆金鐘獎 | 戲劇節目男配角獎 | 《黑喵知情》 | 楊陳傑 | 提名 |

## 外部連結
- 梁正群的Instagram帳戶
- 梁正群的Facebook專頁
- 梁正群的X（前Twitter）
- Cat Got Your Tongue? （页面存档备份，存于）
- 皮博士的祕密研究基地 （页面存档备份，存于）
- 皮博士的超級祕密研究基地 （页面存档备份，存于）
- 皮博士的Plurk專頁
- 皮博士在Flickr上的页面
- 福隆經紀-梁正群 （页面存档备份，存于）
- 梁正群在互联网电影资料库（IMDb）上的資料（英文）
- 梁正群在香港影庫上的簡介
- 梁正群在豆瓣上的资料（简体中文）
- 梁正群在时光网上的簡介（简体中文）